# Partido Popular de Singapur
El Partido Popular de Singapur (en inglés: Singapore People's Party; en chino simplificado: 新加坡人民党; en chino tradicional: 新加坡人民黨; pinyín: Xīn Jiā Pō Rén Mín Dǎng; tamil: சிங்கப்பூர் மக்கள் கட்சி) es un partido político singapurense de ideología socialdemócrata fundado en 1994 por miembros desertores del Partido Demócrata de Singapur (SDP). Fundador de la coalición Alianza Democrática de Singapur (SDA), el SPP se convirtió en uno de los principales partidos de la oposición al gobierno de partido hegemónico encabezado por el Partido de Acción Popular (PAP) en las elecciones de 2001, y conservó representación en 2006. Sin embargo, perdió terreno rápidamente ante el Partido de los Trabajdores (WP) y abandonó la SDA después de diez años en la misma. Luego de verse representado en el parlamento por al menos un escaño desde 1997, el partido finalmente perdió su único escaño en 2015.
Desde su fundación fue liderado por Chiam See Tong, hasta que este renunció para retirarse de la política en 2017. Fue sucedido por Steve Chia.